# Coeficientul lui Gini

Valorile coeficientului Gini după țară.

Coeficientul lui Gini, (în engleză Gini coefficient, Gini index sau Gini ratio) este o măsură a dispersiei statistice folosită pentru a reprezenta distribuția veniturilor populației unei națiuni, dar mai ales pentru a reprezenta disproporția în distribuirea veniturilor sau averilor, fiind un indice al inegalității.
A fost creat și utilizat de statisticianul și sociologul italian Corrado Gini și apoi utilizat pentru prima dată în literatura de specialitate începând cu anul 1912, prin publicarea lucrării întitulată „Variabilitate și mutabilitate” (italiană Variabilità e mutabilità). 
Definit prin raportul de valoare între 0 și 1 și reprezentat ca procentaj se numește indicele lui Gini. Cu atât mai scăzut este coeficientul, cu cât deosebirile în distribuire sunt mai mici. Mondial, valorile Gini se întind între 0,232 (23,2%) în Suedia și 0,707 (70,7%) în Namibia. Totuși, nu toate țările au fost evaluate.

## Definiție

Reprezentare grafică a coeficientului Gini
Graficul indică coeficientul lui Gini ca fiind aria suprafeței marcată cu A împărțită la suma ariilor ambelor suprafețe marcate cu A și B, adică, Coeficientul Gini = A / (A + B).

Coeficientul lui Gini este, de obicei, definit matematic de o curbă Lorenz, care marchează proporția din totalul populației exprimat în procente (vedeți diagrama). Dreapta înclinată la 45 de grade reprezintă cazul egalității veniturilor.
O alternativă de definire ar fi considerarea coeficientului lui Gini ca jumătate din diferența absolută a mediei aritmetice, care este echivalentă matematic cu cea bazată pe curba Lorentz.
{\displaystyle G={\frac {\displaystyle {\sum _{i}\sum _{j}\left|x_{i}-x_{j}\right|}}{\displaystyle {2\sum _{i}\sum _{j}x_{i}}}}}

## Calcularea coeficientului Gini

### Bazat pe două niveluri diferite ale venitului

Pătratul ce simbolizează procentul populației reprezentând segmentul celor mai bogați (u % din populație, în roșu), are aceeași latură ca și triunghiul ce are aceeași bază ca și pătratul (fiind de fracțiune f % din totalul venitului), iar alte venituri sunt prezentate în verde: G = f − u. Distribuția ponderată (în albastru) prezintă aceleași suprafață pentru u și f, având mereu valoarea G > f − u.

Societatea cu cea mai egală dintre distribuțiile veniturilor va fi aceea în care fiecare persoană primește același venit (G = 0); în timp ce cea mai inegală dintre societăți ar fi aceea în care doar o singură persoană primește 100% din întregul venit al societății, iar toți ceilalți oameni nu primesc absolut nimic (G = 1−1/N).